# Alfredo Giuliani
Alfredo Giuliani (Mombaroccio, 23 novembre 1924 – Roma, 20 agosto 2007) è stato un poeta, critico letterario e scrittore italiano, appartenente al Gruppo 63.

## Biografia
Alfredo Giuliani si laureò in Filosofia alla Sapienza - Università di Roma nel 1949, con una tesi su Carlo Michelstaedter. Lavorò per alcuni anni nell'ufficio stampa di un ente statale e in seguito si dedicò all'insegnamento. Insegnò dal 1971 al 1979 Letteratura italiana moderna e contemporanea presso il DAMS dell'Università di Bologna, e dal 1980 al 1995 presso la Facoltà di Lettere dell'Università di Chieti come professore ordinario.
Negli anni cinquanta iniziò ad occuparsi, come critico militante, della rubrica di poesia sulla rivista "Il Verri" di Luciano Anceschi, con il quale fu amico, e continuò con impegno questa attività fino al 1961.
Tutte le recensioni che sono apparse sulla rivista sono state pubblicate nel 1965 dalla casa editrice Feltrinelli con il titolo Immagini e maniere, nella collana "Materiali" (ripubblicate poi nel 1996 dalle Edizioni scientifiche italiane).
Nel 1955 venne pubblicata la sua prima raccolta poetica dal titolo Il cuore zoppo.
Fece parte del Gruppo 63 e nel 1961 curò la pubblicazione dell'antologia I Novissimi, uno dei testi fondamentali della neoavanguardia, nella quale sono raccolte sue poesie accanto a quelle di Edoardo Sanguineti, Elio Pagliarani, Antonio Porta e Nanni Balestrini.
Fu direttore responsabile della rivista del Gruppo 63 Quindici fondata a Roma nel 1967 e collaborò al quotidiano La Repubblica e alle riviste Il cavallo di Troia, Testuale e Gradiva.
Nel 1970 ha pubblicato per Einaudi un suo racconto in prosa della Gerusalemme liberata di Torquato Tasso.
Ha tradotto opere in versi e in prosa di James Joyce, Dylan Thomas, Edwin Arlington Robinson, Ben Jonson, Alfred Jarry, Henri Michaux, Thomas Stearns Eliot e il Pericle di William Shakespeare.
Ha introdotto opere di Antonio Porta, della scuola di Palermo (cioè Michele Perriera, Roberto Di Marco e Gaetano Testa), di Anna Malfaiera, Giorgio Celli, Marin Mincu, Catullo, Virgilio, Paolo Ruffilli, Shikibu Murasaki, Zhong Dianfei Acheng, Tristan Corbière, Jules Renard, Ariodante Marianni, Edoardo Cacciatore, Alessandro Manzoni, Giacomo Leopardi, Giulio Cesare Croce, dei poeti di "Tel Quel" (Marcelin Pleynet, Jean Pierre Faye, Denis Roche), dell'anonimo de Il romanzo di Tristano, e di alcuni poeti abruzzesi (in Perle dell'Appennino abruzzese).
Il suo archivio e la sua biblioteca sono conservati presso il Centro per gli studi sulla tradizione manoscritta di autori moderni e contemporanei dell’Università di Pavia.

## Opere

### Poesia e teatro
- Il cuore zoppo. Con sette versioni da D. Thomas, Collana Oggetto e simboli, Magenta, Varese, 1955.
- Povera Juliet e altre poesie, Feltrinelli, Milano 1965.
- Margherite al sole, Sia, Bologna, 1965.
- Il tautofono, Scheiwiller, Milano 1969.
- Chi l'avrebbe detto, Einaudi, Torino 1973.
- Nostro padre Ubu, Cooperativa Scrittori, Roma, 1977.
- Anima asola malsana, Tognolo, Modena, 1981.
- Invecchiamento-Racconto, sulla rivista letteraria Verri poesia dedicata, 1983, unita alla raccolta di tre acqueforti e collage di Antonio Papasso.
- Versi e non versi, Feltrinelli, Milano 1986.
- Tre recite su commissione, Lubrina, Bergamo, 1990.
- Ebbrezza di placamenti, Introduzione di Romano Luperini, Manni, Lecce, 1993.
- Il cavallo di Troia: macchine e meccanismi scenici e letterari, Litograf 5, Reggio Emilia, 1995.
- Poetrix Bazaar, Pironti, Napoli, 2003.
- Furia serena. Opere scelte, con un saggio di Ugo Perolino, Anterem, Verona, 2004.
- Dal diario di Max. Pensieri e ridevoli patacchi, Marini, Bari, 2006.

### Saggistica
- Immagini e maniere, Feltrinelli, Milano, 1965; ESI, Napoli, 1996, ISBN 978-88-811-4212-5.
- Le droghe di Marsiglia, Adelphi, Milano, 1977.
- Autunno del Novecento. Cronache di letteratura, Collezione Campi del sapere. I segni e la critica, Feltrinelli, Milano, 1984.
- La biblioteca di Trimalcione, Collana Saggi n.85, Milano, Adelphi, 2023, ISBN 978-88-459-3494-0.

### Romanzi
- Il giovane Max, Adelphi, Milano 1972.

### Curatele
- I Novissimi. Poesie per gli anni Sessanta, Rusconi e Paolazzi, Milano, 1961; Collezione di poesia n.48, Einaudi, Torino, 1965; 3ª ed. riveduta, Einaudi, Torino, 1997.
- Poeti di «Tel Quel», con Jacqueline Risset, Collezione di poesia n.52, Einaudi, Torino, 1968.
- Giacomo Leopardi, Cento libri per mille anni, Roma, Istituto Poligrafico dello Stato, 1998.
- Gruppo 63. L'antologia, con Nanni Balestrini, Testo & Immagine, 2002.

## Riconoscimenti
- Nel 1994 ha ricevuto il Premio Dessì per la poesia.[2]